# آزگود پرکینز
آزگود پرکینز (به انگلیسی: Osgood Perkins) (زادهٔ ۱۶ مه ۱۸۹۲ - درگذشتهٔ ۲۱ سپتامبر ۱۹۳۷) بازیگر تئاتر و سینمای اهل ایالات متحدهٔ آمریکا بود.
اولین حضور پرکینز در برادوی در سال ۱۹۲۴ و در نمایشنامهٔ گدای اسب‌سوار نوشتهٔ جرج اس. کافمن و مارک کانلی بود. در ۱۲ سال بعدی او در ۲۴ نمایش دیگر برادوی از جمله صفحه اول و دایی وانیا نقش‌آفرینی کرد. علی‌رغم اقبال پرکینز در جایگاه یک هنرپیشهٔ نقش اول تئاتر، هالیوود به او به عنوان یک بازیگر مکمل نگاه می‌کرد. او پیش از آن‌که در فیلم‌های ناطقی مانند صورت‌زخمی و جویندگان طلای ۱۹۳۷ ظاهر شود در ۱۲ فیلم صامت از جمله مصائب پیوریتن و سوزان دیوانهٔ سرکش نقش‌آفرینی کرد.
آزگود پرکینز در ۲۱ سپتامبر ۱۹۳۷ کوتاه‌زمانی پس از بازی در فیلم سوزان و خدا بر اثر حملهٔ قلبی در وان حمام درگذشت. او در سال ۱۹۸۱ به‌عنوان عضو جدید تالار مشاهیر تئاتر آمریکا معرفی شد.

## زندگی شخصی
پرکینز  با جانت اسلستین ران ازدواج کرد. آنها صاحب یک فرزند به نام بازیگر آنتونی پرکینز شدند.